# Szent-Iványi Ferenc
Szentiváni Szent-Iványi Ferenc (Liptószentiván, 1731. június 28. – Verbó, 1823. április 15.) magyar főnemes, 1797-től 1802-ig tárnokmester, 1802-től 1806-ig országbíró.

## Élete
Szent-Iványi Mihály és Okolicsányi Klára fiaként született. Tanulmányai után Csáky Miklós esztergomi érsek udvarába került (1754). Az évtized közepétől kezdve évtizedeken át töltött be közjogi méltóságokat. 1757-től Nógrád vármegye tiszteletbeli aljegyzője, 1763-tól főjegyzője, 1765-től másodalispánja, 1769-től első alispánja, 1772-től személynöki ítélőmester, 1779-től helytartói ítélőmester, 1783-tól a magyar udvari kancellária referens tanácsosa. 1785 és 1790 között II. József magyar király kinevezése alapján kassai kerületi biztos, mellett ugyanebben az időben Sáros és Zemplén vármegyék adminisztrátora is. 1790-től élete végéig (33 éven át) Sáros vármegye főispánja. 1797-ben tárnokmesterré, 1802-ben pedig országbíróvá nevezték ki. 1806-ig töltötte be utóbbi hivatalt. Ekkor titkos tanácsossá nevezték ki. 
Birtokosa volt a Szent István-rend nagykeresztjének. 
Felesége szlavnicai Sándor Rozália volt, akivel 1761-ben házasodott össze. Öt gyerekük volt, négy fiú és egy leány.
Szent-Iványi Ferenc magas életkor élt meg. 1823-ban hunyt el 92. életévében, közel 70 év állami szolgálat után.